# Харкорт (Ајова)
Харкорт (енгл. Harcourt) град је у америчкој савезној држави Ајова. По попису становништва из 2010. у њему је живело 303 становника.

## Демографија
Према попису становништва из 2010. у граду је живело 303 становника, што је -37 (-10.9%) становника више него 2000. године.
| Група             | 2000.       | 2010.       |
| Белци             | 332 (97,6%) | 293 (96,7%) |
| Афроамериканци    | 1 (0,3%)    | 1 (0,3%)    |
| Азијати           | 1 (0,3%)    | 1 (0,3%)    |
| Хиспаноамериканци | 3 (0,9%)    | 4 (1,3%)    |
| Укупно            | 340         | 303         |